# Bezirk Bruck an der Mur
Der politische Bezirk Bruck an der Mur ist ein ehemaliger politischer Bezirk Österreichs im Norden der Steiermark (Obersteiermark), der bis 2012 bestand.
Im Zuge der Reorganisation der steirischen Bezirkshauptmannschaften wurde der Bezirk am 1. Jänner 2013 mit dem Bezirk Mürzzuschlag zum neuen Bezirk Bruck-Mürzzuschlag fusioniert.
Der Bezirk Bruck an der Mur hatte eine Ausdehnung von rund 1300 km² und grenzte im Norden an die niederösterreichischen Bezirke Lilienfeld, Scheibbs und Neunkirchen. Im Westen den steirischen Bezirk Liezen, im Südwesten an den Bezirk Leoben, im Süden an den Bezirk Graz-Umgebung sowie im Osten an den Bezirk Weiz und den ehemaligen Bezirk Mürzzuschlag. Bis zum 31. Dezember 2012 waren im gesamten Bezirk rund 62.000 Einwohner gemeldet. Der Verwaltungssitz war in Bruck an der Mur und das Kfz-Kennzeichen war BM.

## Verkehr

### Eisenbahnen
Der Bezirk Bruck an der Mur erhielt schon Mitte des 19. Jahrhunderts einen Bahnknotenpunkt, als die K. k. priv. Österreichische-Südbahn-Gesellschaft von ihrer 1844 eröffneten Strecke Wien – Semmering – Graz im Jahre 1868 eine Strecke von Bruck nach Leoben abzweigen ließ.
Der Bahnhof Bruck ist noch heute ein wichtiger Eisenbahnknoten der Österreichischen Bundesbahnen; Schnellzüge Richtung Wien und Graz halten im Stundentakt, Richtung Villach im Zweistundentakt.
Das Land Steiermark nahm 1893 eine schmalspurige Lokalbahn von Kapfenberg im Thörlbachgraben ansteigend nach Au-Seewiesen in Betrieb. Die geplante Fortsetzung ist allerdings nicht zustande gekommen. Sie sollte an die in der gleichen Spurweite errichtete Mariazellerbahn der „Niederösterreichisch=Steirischen Alpenbahn“ anschließen, die von St. Pölten ausgehend 1907 über Mariazell bis zur Station Gußwerk geführt worden war und sogar ab 1911 elektrisch betrieben wird.
Eine weitere elektrische Lokalbahn kam im Jahre 1913 hinzu; diese, die Lokalbahn Mixnitz–Sankt Erhard, dient heute nur noch dem Güterverkehr. Gänzlich stillgelegt wurden die Strecken Kapfenberg – Au-Seewiesen und Mariazell – Gußwerk.

## Angehörige Gemeinden
Der Bezirk Bruck an der Mur umfasste 21 Gemeinden, darunter drei Städte und sieben Marktgemeinden.

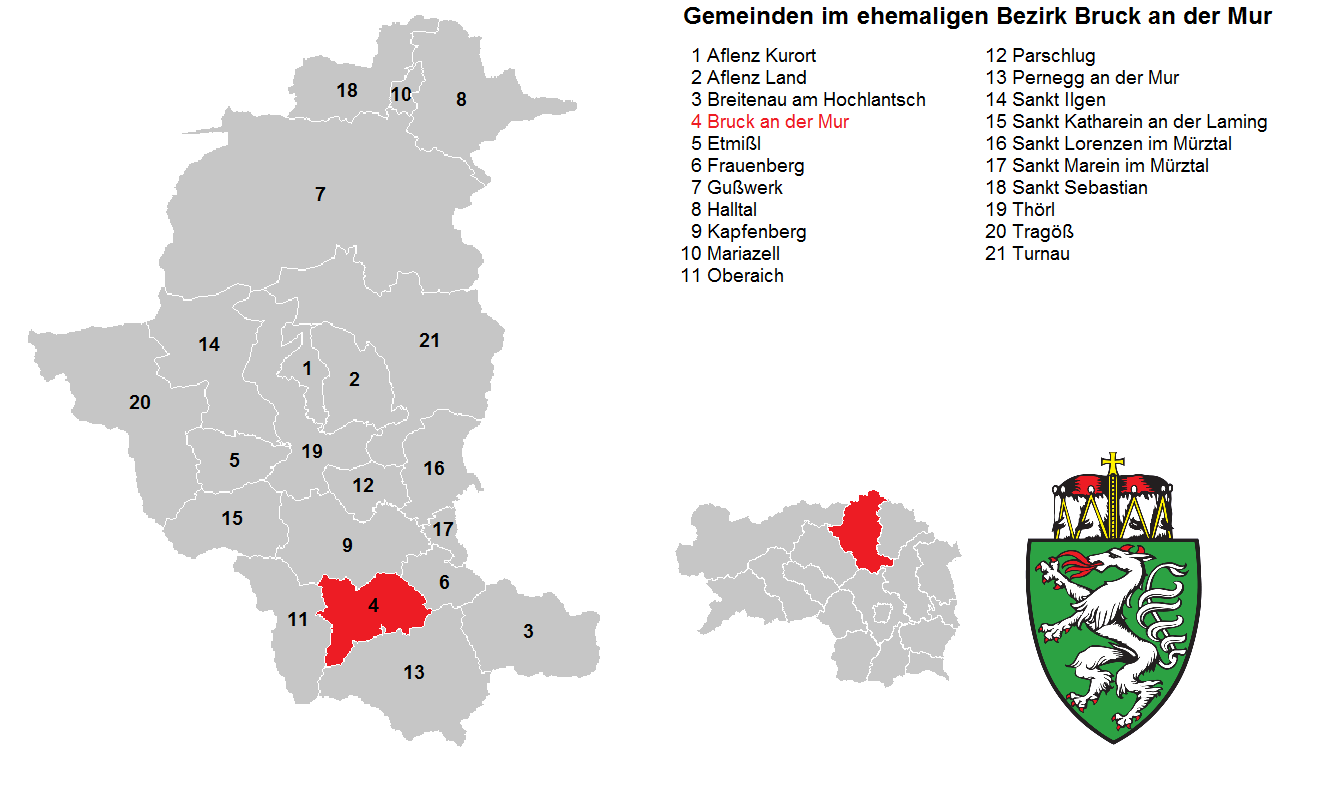

## Ehemalige Bezirkshauptleute
- Georg Lenk, (ab 1868)
- Oskar Schießler (1869–1875)
- Franz Vogl (ab 1875)
- Alois Ritter von Hennig, (ab 1876)
- Johann Freiherr von Vernier-Rougemont (ab 1883)
- Franz Sarsch (Leiter) (ab 1894)
- Carl Ritter Eisler von Eisenhort (ab 1901)
- Boleslaw von Matlachowski (ab 1903)
- Adam Weiß von Schleussenburg (ab 1907)
- Hermann Ritter Rainer zu Harbach (ab 1908)
- Franz Graf Bellegarde (ab 1910)
- Moriz Freiherr von Wildburg (ab 1913)
- Paul Hohl (ab 1919)
- Alfons Wessely (ab 1923)
- Friedrich Mathias (ab 1924)
- Josef Philipp (ab 1926)
- Robert Rattek (ab 1927)
- Rudolf Graf Montecuccoli (1934–1938)
- Alfons Kopecky (ab 1945)
- Franz Standfest (ab 1949)
- Julius Reichl (ab 1954)
- Hans Nigitz (1969)
- Josef Hadwiger (1970)
- Herbert Pittner (1980)
- Jörg Hofreiter (1993)
- Bernhard Preiner (2003)
- Gabriele Budiman (2013)[2]